# 墨子
墨子（前468年？—前376年），子姓，墨氏，名翟，春秋末战国初期宋国（今河南商丘）人，一说鲁国（今山东滕州木石鎮）人，是中国著名思想家、科学家、教育家、军事家、通才。
提出了“非儒”、“兼爱”、“非攻”、“尚賢”、“尚同”、“天志”、“明鬼”、“非命”、“非樂”、“節葬”、“節用”、“交相利”等观点，创立墨家学说，并有《墨子》一书传世。墨家在当时影响很大，墨子因反儒，创立墨学。重视科学。《墨子》一书中體現的墨子的思想在后世仍具有一定影响，广为流传的《千字文》中便記載了出自《墨子·所染》的「墨悲絲染」的故事。到了清朝，随着诸子学的兴起，学者对墨子思想的研究又提升到新的高度。
2016年，中国发射的全球首颗量子科学实验卫星定名为“墨子号”，以紀念墨子。

## 生平
墨子曾学习儒术，因不满“儒”之繁琐，另立新说，聚徒讲学。据说楚王曾计划攻宋，墨子前往劝说楚王，并在与公输般（魯班）的模拟攻防中取得胜利，楚王只得退兵。墨子的思想与主张见墨家。
《墨子·非儒篇》主要批驳以孔子为代表的儒家的礼义思想。墨子反对儒家婚丧之礼，实则是反对“亲有差”。又指责儒家的礼乐与政事、生产皆无益，又通过晏婴等之口，讽刺孔子与君与民都是口头上讲仁义，实际上鼓励叛乱，惑乱人民。墨子一生過著簡樸的生活，“量腹而食，度身而衣”，主張“節用，節葬，非樂”，他的弟子也是“短褐之衣，藜藿之羹，朝得之，則夕弗得”，“摩顶放踵，利天下，为之”。

## 姓名考
历史学界至今无法确定墨子的真实姓名，有以下各种说法。

### 墨氏，名翟
最传统的说法是：墨子，墨氏，名翟，《吕氏春秋》、《淮南子》、《史记·孟子荀卿列传》内都如是称。司馬遷沒有給墨子立傳，僅在孟子、荀卿傳後，有簡略記載：“蓋墨翟宋之大夫，善守禦，為節用，或曰並孔子時，或曰在其後”。《元和姓纂》称：“墨氏，孤竹君之後，本墨台氏，後改為墨氏，戰國時宋人。墨翟著書號墨子。”而《新唐书·艺文志》也沿用这种说法。童書業根据《广韵·六脂》以及《姓氏急救篇》所引的《世本》文字“宋襄公子墨夷须为大司马，其后有墨夷皋。”及《通志·氏族略》记载的“墨台氏，子姓，宋成公子墨台之后。”考证出，宋襄公之兄公子目夷（子鱼），也就是《左传·僖公二十二年》所记载的著名的子鱼论战故事的主人公，其名目夷又写作墨夷或墨台，其后裔以墨夷为氏。童书业据此认为墨子为宋国公室子姓墨夷氏之后，因此墨子继承了贵族身份为宋国大夫。

### 翟姓，名乌
南齐孔稚圭所著的《北山移文》则称墨翟为“翟子”，元朝伊世珍所著的《瑯環記》也附和此说，并认为墨子姓翟名乌。清朝周亮工所著的《固树屋书影》更具体地提出：“以墨为道，今以姓为名。”认为他姓翟，并将姓转成名；而“墨”是一种学派。晚清学者江瑔所著的《读子卮言》承袭周亮工的说法，并进一步说明，以为古代确实有“翟”这姓氏，但无“墨”姓，而且战国诸子中儒、道、名、法、阴阳、纵横、杂、农、小说等，都没以姓作为学派名，因此墨应该是学派的名称。

### 墨取自「刑罚」或「膚色」
近代学者钱穆从墨刑是古代刑名之一的角度展开研究，认为古人犯轻刑，则罚作奴隶苦工，故名墨为刑徒，实为奴役，而墨家生活菲薄，其道以自苦为极。墨子和弟子们都“手足胼胝，面目黎黑，役身给使，不敢问欲”，人人皆可使“赴火蹈刃，死不旋踵”。这样，就被称为墨了。而历史上西汉淮南王英布遭黥刑后称为黥布，也是一证。而翟确实是名，因《墨子》和《吕氏春秋》记载墨翟，往往称“翟”。
也有人認為墨家「手足胼胝，面目黧黑」，「墨」即是「黧黑」。這有可能是對墨子刻苦自勵的一種形容詞。或者墨子根本是來自於印度或者阿拉伯的外族人。

## 里籍考
墨子生于何处，现有书籍并无明确记载，历史上也有不同的说法，曾有宋人说，楚人说，鲁人说，甚至有印度人说等。其中鲁人说已经为墨学界绝大部分人所认可。

### 宋人说
- 《史记·孟子荀卿列传》：“盖墨翟，宋之大夫，善守御，为节用。或曰并孔子时，或曰在其后。”据此有学者称其为宋人。此说一直流行到清代。

### 楚人说
- 清代毕沅注《墨子》时，据《吕氏春秋》高诱之注，并参照墨子诸多与鲁阳文君的对话，推定其为鲁阳人，即楚人。

### 鲁人说
宋人说和楚人说遭到梁启超的批驳。在《墨子学案》中，据《墨子·公输》“归而过宋”，力证非宋人。据《墨子·贵义》“墨子南游于楚。”若墨子是楚国鲁阳人，则当为“游郢”。方授楚《墨学源流》，张纯一《墨子鲁人说》都对墨子宋人说、楚鲁阳人说进行了批判。姜宝昌《从<吕氏春秋>高诱注论到墨子为东鲁人而非西鲁人》：毕沅误读了高诱注。
清代孙诒让作《墨子间诂》，在附文《墨子传略》中，第一次提出墨子为鲁国人。其主要依据为： 《墨子·贵义》“墨子自鲁即齐”。《墨子·鲁问》“以迎墨子于鲁”。《吕氏春秋·爱类》“公输般为云梯，欲以攻宋，墨子闻之，自鲁往”。
墨子出生地应为古代小邾国的“犁来城”（现山东山亭境内），犁来城后来归属鲁国。其主要依据有：墨子是宋国贵族目夷之后，2002年枣庄市山亭区东江遗址挖掘，证实了墨子出生于小邾国。墨子学说继承了邾娄文化的传统，而邾娄号称“百工之乡”，而墨子生活习惯和科技成就与此密切相关。该学说现得到绝大多数墨学研究者（匡亚明、任继愈、杨向奎、张岱年、季羡林）的认同

### 其他学说
胡懷琛撰《墨翟為印度人辨》、《墨子學辨》等論著，首次提出墨子為印度人。他認為墨並非姓，翟也不是姓，更不是名，而是「貊狄」或「蠻狄」之音轉；而且墨子長得黑，主張兼愛、非攻，顯示墨子應該是婆羅門。金祖同、陳良盛等人則提出墨子可能是穆罕默德時代以前的近東人士，衛聚賢考證墨子應為印度人，此说为学界所摒弃。

## 弟子
早期墨家弟子很多，《公输篇》：“墨子之说楚王曰：‘臣之弟子禽滑厘等三百人’”，《淮南王书》“亦谓墨子服役者百八十人，皆可使赴火蹈刃，死不旋踵”，但现存有关墨子及墨家活动的资料很少，“而徒属名籍亦莫能记述”。現存史料中可考之稱“鉅子”者有孟胜、田襄子、腹䵍等三人。其他包括：耕柱子、禽滑釐、縣子碩、公尚過、隨巢子、胡非子。

## 著作
现存《墨子》五十三篇，由墨子的各代门徒逐渐增补而成，是研究墨子和墨家学说的基本材料。近代有大量學者如钱临照鑽研《墨經》，發現《墨經》幾乎涵蓋了哲學、邏輯學、心理學、政治學、倫理學、教育學、自然科學等多個學科內容。

## 思想
墨子主張非儒，反对儒家等级制度。 提倡科学兼愛非攻平等。墨子特別著重「利」和「功」，尤其是「國家百姓人民之利」，是評估一切價值的標準，合乎國家百姓人民之利的，才有價值；國家百姓人民之利，即是人民的「富庶」，凡能使人民富庶的事物，都是有用。其主張與效益主義相近。對百姓沒有直接用處或有害的事物都要將其節約，反對奢侈:89-92，主張節葬短喪，反對音樂；國家人民的最大問題，是國家人民的互相鬥爭，而互相鬥爭的起因，在於人民的互不相愛:93-95。墨子因而提出兼愛之說，兼愛能利人利己，為了阻止鬥爭，墨子提出「非攻」，反對戰爭，更付诸行动，研究防御戰術，曾与魯班於攻防戰中较量。人沒有相愛的本能，為了促使人民兼愛，墨子提出種種的制裁，主張有神明在上，賞賜兼愛者與懲罰不兼愛的人，鬼神同樣賞善罰惡，人亦須自求多福，不應垂手而祈求神靈保祐。賞罰都是個人自招的，並非命定:98-102。
墨子也著重政治的制裁，要使世界和平，人民安樂，不但需要有一帝在天上，亦需要有一帝於人間。應以天子的號令為是非的絕對標準，除此之外不應再有其他標準，在下者一律服從，而天子又以「兼相愛交相利」為令，那麼天下人都會「兼相愛交相利」。天子代天發號施令，人民只可服從天子，天子可說兼君主與教皇於一身:103-106。《墨子·魯問》：「凡入國，必擇務而從事焉。國家昏亂，則語之尚賢、尚同；國家貧，則語之節葬、節用；國家熹音湛湎，則語之非樂、非命；國家淫僻無禮，則語之尊天、事鬼；國家務奪侵凌，則語之兼愛、非攻，故曰：擇務而從事焉。」
尚同：推舉賢人統治，由賢明的統治者來統一法的標準（法度）。
尚賢：尊重人才，把人才問題看成是國家政治中的頭等大事，主張賢者在位，能者稱職。
節葬：厚葬久喪會使國家貧窮、人民寡少、政治混亂，必須加以廢止。
節用：提倡極其刻苦樸素的生活，是極端救世的苦行學派，強調要做到不增加費用又要有利於人民。
非樂：從社會功利的角度出發，認為貴族所採用的禮樂制度，皆屬浪費而不實用，除加重人民負擔，也會影響國家經濟。
非命：不承認有「命定」的存在，認為人力定可勝過命運。如果人們相信命運，則只會使人們聽從命運的安排，進而懈志懶惰、喪失進取之心。
天志：認為天是有人格、有意志的，扮演主宰人倫秩序、施予賞善罰惡的能力與角色。
明鬼：墨子明鬼的目的，主要是想借助超人间的权威以限制当时统治集团 的残暴统治。
兼愛：認為天下之所以亂，是因為人們之間缺乏無分別的愛，只要人們平等互愛、視人如己，就不會有不孝慈、盜賊、侵奪之事。
非攻：主張兼愛天下，放棄戰爭，以為攻伐是不義且不利的事。
非儒:   此篇主要是批驳以孔子为代表的儒家的礼义思想。墨子反对儒家婚丧之礼，实则是反对“亲有差”。又指责儒家的礼乐与政事、生产皆无益，又通过晏婴等之口，讽刺孔子与君与民都是口头上讲仁义，实际上鼓励叛乱，惑乱人民。

## 科學研究
墨子建立中国古代第一个逻辑学体系——墨家逻辑，主要以三物论为代表，三物分别为故、理、类。
墨子還是一個傑出的科學家，在力學、幾何學、代數學、光學等方面，都有重大貢獻，爲當時諸子所望塵莫及。墨子在《墨经》精到地阐述了经典力学中力的概念和力矩原理，提出“力”、“动”与“止”的定义。关于槓桿原理，亦提出了“重”、“权”（力）、“称头”（重臂）、“称尾”（力臂）等概念。《墨经》中提出了“端”、“尺”、“区”、“穴”等概念，大致相当于近代几何学上的点、线、面、体。墨子和他的学生做了世界上最早的針孔成像实验，在当时就知道了光的直线传播。他也提出了“粒子论”的雛形，关于“端”的论述，指出“端”是不占有空间的，是物体不可再細分的最小单位。
墨子的科学成就被中外众多学者称赞。蔡元培认为：“先秦唯墨子頗治科學”。墨子号人力飞机便是向墨子的“刻木为鸢，飞之三日”致敬。為向墨子在光學領域的突出成就致敬，中國將全球首顆量子科学实验卫星命名為“墨子號”。

### 引用
1. ↑  《墨子·非儒》
2. ↑  《墨子·魯問》
3. ↑  《孟子·尽心上》
4. ↑  童书业. 《春秋左传研究（校订本）》（北京：中华书局，2006年8月），第222页.
5. ↑  钱穆《墨子传略》
6. ↑  李隆獻《墨子概說》.台灣大學
7. ↑  李小龙.  2017-07重印. 北京: 中华书局. 2016-01: 290. ISBN 978-7-101-11363-1.
8. 1 2  姜宝昌《从<吕氏春秋>高诱注论到墨子为东鲁人而非西鲁人》《经济参考报》2010年11月26日
9. ↑  张如寒等，济南：山东人民出版社 1996年8月《墨子里籍考论》
10. ↑  . kns.cnki.net.   [2022-07-14]. （原始内容存档于2022-07-14）.
11. ↑  孫貽讓：《墨学传授第三》
12. 1 2 3 4  馮友蘭. . 香港: 三聯書店（香港）. 1992. ISBN 9620410149 （中文（简体））.
13. ↑  .   [2016-08-18]. （原始内容存档于2021-01-02）.
14. ↑  .   [2016-08-18]. （原始内容存档于2016-08-21）.
15. ↑  《墨子·经说下》：“景光之人煦若射，下者之入也高，高者之入也下。”
16. ↑  . 科学网. 中国科学报社.   [2016-08-15]. （原始内容存档于2016-09-14）.

## 参閲
- 《墨子》、墨家
- 墨学国际研讨会、墨子国际研究中心
- 鲁班、徐光启
- 墨子号人力飞机
- 墨子号量子科学实验卫星

## 延伸阅读
[在维基数据编辑]
 在维基文库阅读此作者作品（ 在维基共享资源阅览影像）
 《欽定古今圖書集成·理學彙編·經籍典·墨子部》，出自陈梦雷《古今圖書集成》
 《史記/卷074》，出自司馬遷《史記》

### 相关阅读
- 戴卡琳：〈墨家“十论”是否代表墨翟的思想？ （页面存档备份，存于）〉.
- 《墨子》全文在线阅读 (简繁体注释翻译) （页面存档备份，存于）
- 中國哲學書電子化計劃：《墨子》全文与《墨子白话今译》 （页面存档备份，存于）；《墨子》原文和英譯 （页面存档备份，存于）
- 《墨子閒詁》 （页面存档备份，存于）（繁体）

### 影视作品
- 电影《墨子》介绍（豆瓣） （页面存档备份，存于）
- 电影《墨子》观看（1905电影网） （页面存档备份，存于）